# Páramo (Galiza)

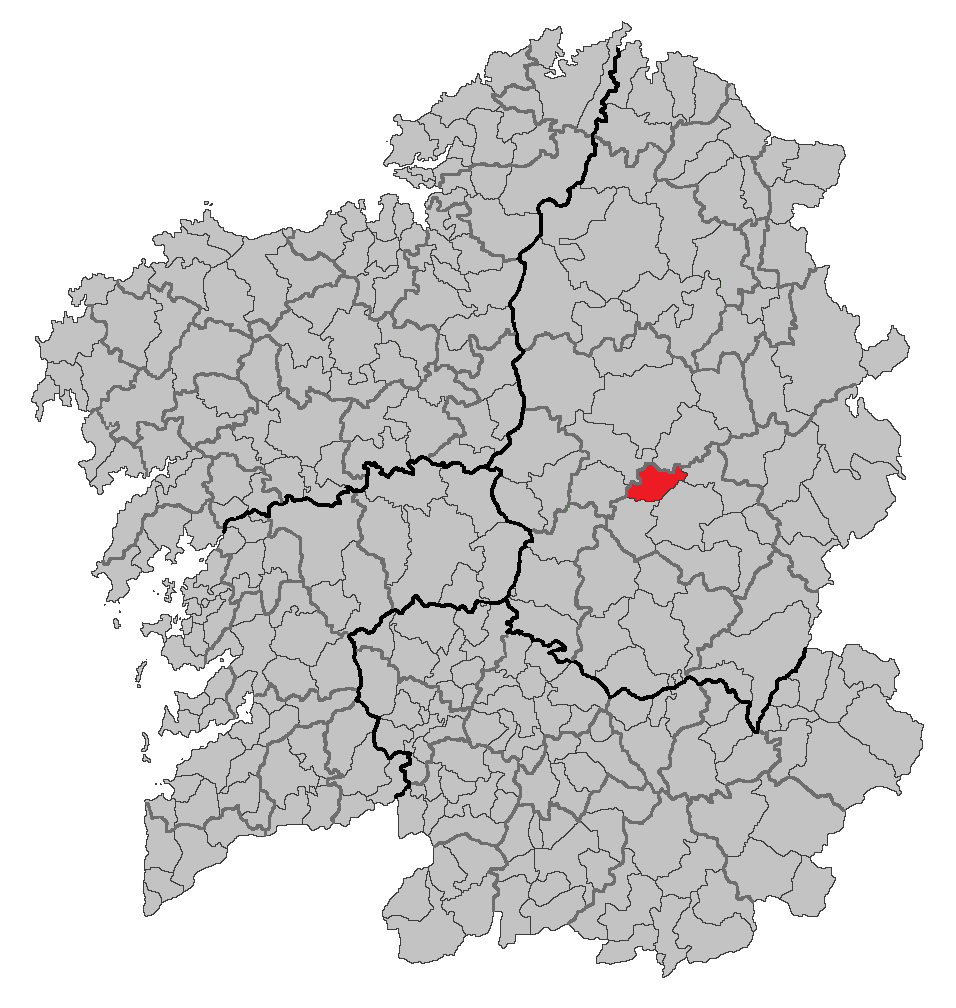
Localização do Páramo

O Páramo (em galego, O Páramo; em espanhol, Páramo) é um município da Espanha na província de Lugo, comunidade autónoma da Galiza, de área 74,45 km² com população de 1770 habitantes (2007) e densidade populacional de 25,19 hab/km².

## Demografia
| Variação demográfica do município entre 1991 e 2004 | Variação demográfica do município entre 1991 e 2004 | Variação demográfica do município entre 1991 e 2004 | Variação demográfica do município entre 1991 e 2004 |
| --------------------------------------------------- | --------------------------------------------------- | --------------------------------------------------- | --------------------------------------------------- |
| 1991                                                | 1996                                                | 2001                                                | 2004                                                |
| 2106                                                | 2018                                                | 1907                                                | 1887                                                |